# Маврикийская футбольная ассоциация
Маврикийская футбольная ассоциация (англ. Mauritius Football Association; MFA) — руководящий орган футбольных организаций на Маврикии. Она была основана в 1952 году, кооперирована в ФИФА в 1964 году и в КАФ в 1965 году. Ассоциация была ранее известна как Спортивная ассоциация Маврикия, но переименована в Маврикийскую футбольную ассоциацию в 1984 году путем введения Закона о спорте со стороны правительства. Основателями ассоциации были ФК Додо, Faucon Flacq SC (теперь переименован в Flacq SC), CSC, Hounds, Royal College of Curepipe и Saint Joseph College, с тех пор Спортивная ассоциация Маврикия прекратила свое существование. Маврикийская футбольная ассоциация организует национальную футбольную лигу и сборную Маврикия.

## Проблемы, с которыми сталкивается MFA
За последние годы ассоциация претерпела множество потрясений, её проблемы — от постоянного финансового дефицита до постоянного изменения президентов страны и она находилось под всеобщей критикой за то, что она не смогла остановить снижение популярности футбола на Маврикии. Несмотря на то, что футбол по-прежнему остается самым популярным видом спорта в стране, большинство матчей в национальной лиге привлекает очень мало зрителей, зарабатывают футбольные клубы и MFA очень мало и оставляют игроков без мотивации, для того чтобы они продемонстрировали свои навыки в игре. В центре внимания популярности спорта — английская премьер-лига, которая считается гораздо более захватывающей у зрителей из-за высокого качества игры и присутствия многочисленных всемирно известных футболистов. Национальные и международные телевизионные сети обращают внимание в премьер-лиге на MFA каждый раз в неделю, и это усиливает интерес к местному футболу.
Снижение популярности маврикийского футбола также связано с основной реструктуризацией маврикийского футбола в премьер-лиге до сезона 2000/01. Реструктуризация была направлена на предотвращение повторения бурных беспорядков, которые потрясли страну во время финального матча, решающего чемпионата, сезона маврикийской лиги 23 мая 1999 года между Fire Brigade SC (теперь его переименовали в Pamplemousses SC) и Scouts Club (переименован в Спортивный клуб Порт-Луи). Спорный штраф, присужденный Fire Brigade SC, обеспечил креольскому клубу победу над мусульманским клубом, что привело к беспорядкам, которые продолжались 3 дня и в их ходе было убито 7 человек. События потрясли страну и привели к тому, что правительство ввело 18-месячный запрет на все футбольные мероприятия в стране, и только национальной сборной позволили вести игру в этот период. Реструктуризация, которая была направлена на деэтуизацию местных клубов, требовала «регионализации» клубов, при этом команды теперь формируются на основе региона, а не этнической или религиозной принадлежности. Хотя этот шаг послужил достижению желаемых результатов с точки зрения сокращения числа конфликтов с насилием, он также устранил традиционное соперничество между фанатами, что привело к потере интереса и поддержки футбола в стране. На самом деле, многие местные жители считают, что воскресение маврикийского футбола заключается в разрешении образования клубов на основе этнической или религиозной принадлежности.
В мае 2013 года президент Маврикийской футбольной ассоциации Диннанатллулл Персунну был обвинен в фиксации матча.